# Shōta Arai
Shōta Arai (新井 章太?, Arai Shōta; Chichibu, 1º novembre 1988) è un calciatore giapponese, portiere del Vissel Kōbe.

## Palmarès

### Club

#### Competizioni nazionali
- Campionato giapponese: 3

Kawasaki Frontale: 2017, 2018
Vissel Kōbe: 2024
- Coppa dell'Imperatore: 1

Vissel Kōbe: 2024
- Supercoppa del Giappone: 1

Kawasaki Frontale: 2019
- Coppa J. League: 1

Kawasaki Frontale: 2019

### Individuale
- Miglior giocatore della Coppa J. League: 1

2019